# Bad Ischl (stacja kolejowa)
Bad Ischl (niem: Bahnhof Bad Ischl) – stacja kolejowa w Bad Ischl, w kraju związkowym Górna Austria, w Austrii. Znajduje się na linii Salzkammergutbahn. Została otwarta w 1877. Na dworcu Bad Ischl istnieją dwa perony. W pobliżu znajduje się dworzec autobusowy.